# 気生プランクトン

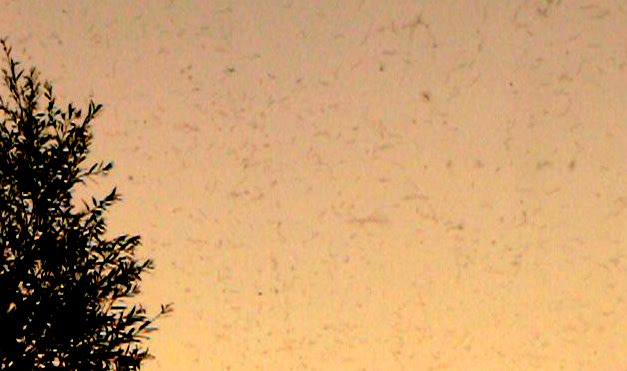
夕暮れ時の濃密な空中浮遊生物の雲の形成（フランスのロワール川上空）

気生プランクトン (きせいプランクトン、英：aeroplankton、aerial plankton) は、風の流れに乗って空中を浮遊する小さな生物である。水中に浮遊する生物をプランクトンと言うが、こちらは大気中に浮遊する生物を言う。 広く認知された名称はなく、空中プランクトン、空中浮遊生物などと呼ばれる。
気生プランクトンを構成する生物のほとんどは、非常に小さく顕微鏡で見るようなサイズであり、その多くは、小さくて識別が困難な場合がある。科学者は、航空機、凧、気球からの引き網やトラップ、エアーサンプラーで研究用に採取する。クリーンルームの浮遊菌については、JISで空中浮遊菌測定器を使った採取・測定方法が定められている。 
気生プランクトンは、ウイルスを含む多数の微生物、約1000種の細菌、約4万種の菌類、数百種の原生生物、藻類、蘚苔類などで構成されている。生活史の一部を気生プランクトンとして、胞子、花粉、風で飛散する種子として生活するものを含む。 
多くの小動物、主に節足動物（昆虫やクモなど）も気流によって大気中に運ばれ、数千フィートの高さへの浮遊が観測されることがある。例えば、アブラムシは高地でよく見られる。成層圏でも菌は確認されている。また、可能性としては数千km離れたところへ浮遊することが考えられる。 
浮遊する気性プランクトンには属さないが、因みにクモの多くの種は自分自身が移動するために意図的に風を使っている。見晴らしの良い場所（枝、フェンスなど）を見つけて、腹部を上に向けて、その出糸突起から細い糸を吐き出す。ある時に糸への気流の力は十分になり、空中にクモが放たれる。これはバルーニングと呼ばれている。このようなバルーニングするクモ（例えばサラグモ科）は、発射地点から何マイルも離れて漂流できる。糸の網の柔軟性により、空気力学を応用した飛行が可能となり、クモは時には長距離の予測不可能な浮遊をすることになる。